# Au (Berchtesgaden)
Au ist eine Gemarkung im Markt Berchtesgaden im oberbayerischen Landkreis Berchtesgadener Land und war bis zum 31. Dezember 1971 eine selbständige Gemeinde.

## Lage und Gliederung
Au liegt etwa fünf Kilometer nordöstlich des Zentrums von Berchtesgaden am Ufer und am östlichen Hang über der Berchtesgadener Ache, die auch die westliche Grenze bildet. Unterau liegt in Flussnähe, während sich Oberau als der Hauptteil des Ortes auf einer Hochfläche in einer Höhe um 850 m erstreckt. Die Ostgrenze von Au bildet die Staatsgrenze zu Österreich, über die eine Straße nach Bad Dürrnberg führt. Nördlich wird Au in etwa vom Nesseltalgraben und südlich von Lettengraben und Larosbach begrenzt. In Oberau beginnt die Nordauffahrt der Roßfeldhöhenringstraße.
Die vor 1972 eigenständige Gemeinde Au umfasste die Gnotschaftsbezirke bzw. Ortsteile Unterau, Oberau und Resten. Der einstige Gnotschaftsbezirk Resten liegt teilweise in einer Exklave, die vom Staatsforst Eck (gemeindefreies Gebiet) umschlossen ist und etwa zwei Kilometer südlich von Oberau liegt.

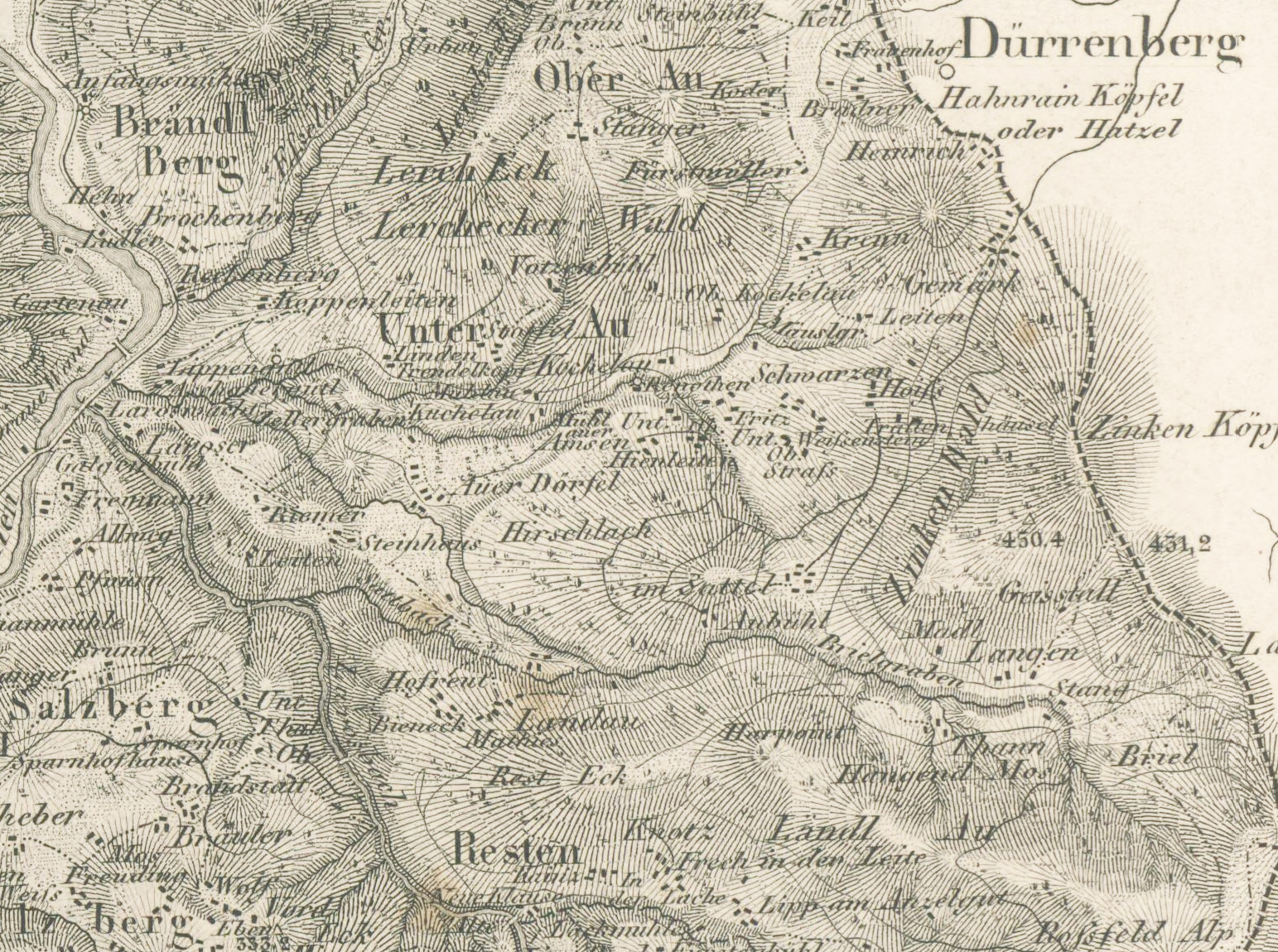
Oberau, Unterau und Resten auf einer Karte von 1826
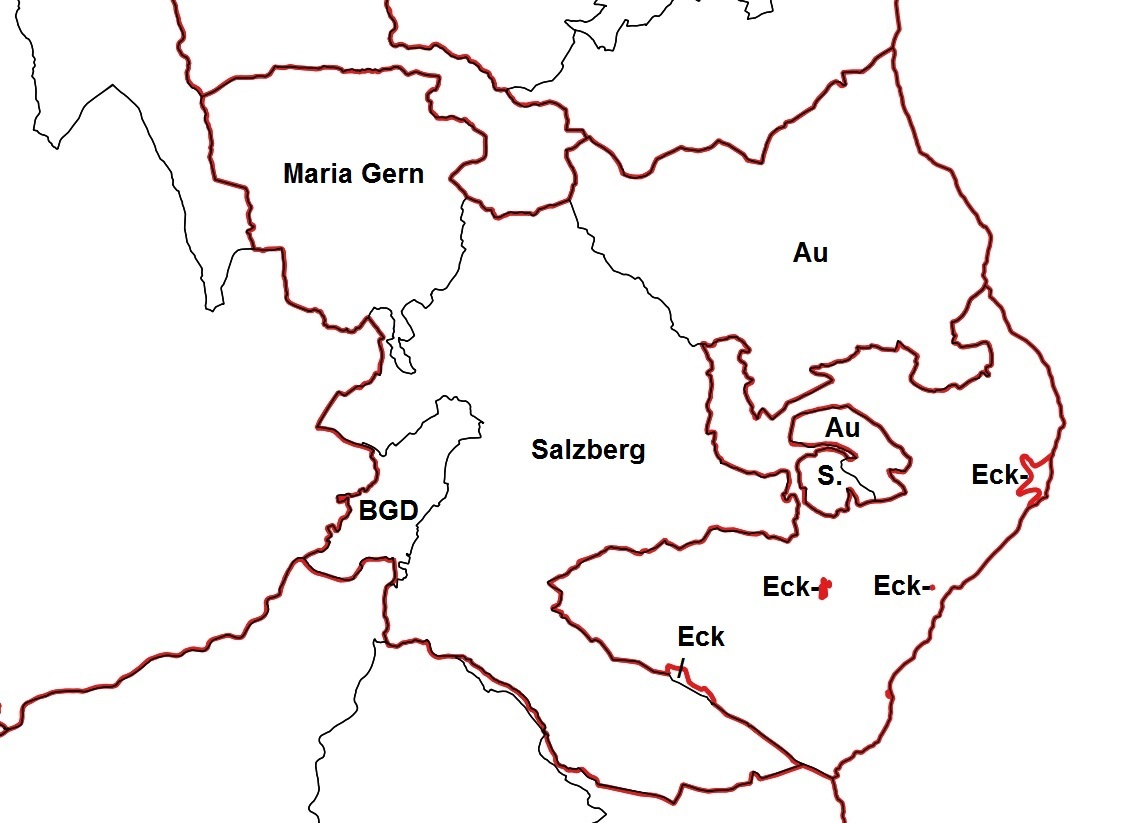
Gemarkungen in Berchtesgaden mit der Gemarkung Au

## Geschichte
In dem ersten Steuerbuch des Berchtesgadener Landes von 1456 wird Au als eine seiner acht „Urgnotschaften“ mit drei „Gnotschaftsbezirken“ (den heutigen Ortsteilen Oberau, Unterau und Resten) und ihren sie betreuenden „Gnotschaftern“ aufgeführt. Als Gnotschaft hatte Au wie die anderen bis zur Säkularisation im Jahre 1803 Bestand und dürfte sich bereits Ende des 14. Jahrhunderts im Zuge des 1377 ausgestellten „Landbriefs“ von Propst Ulrich Wulp herausgebildet haben. 1803 wurde die Fürstpropstei Berchtesgaden aufgehoben und das Berchtesgadener Land verlor damit seine politische Eigenständigkeit. Nach drei kurz hintereinander folgenden Herrschaftswechseln wurden 1810 dessen Gebiet und seine Ortschaften, darunter auch Au, dem Königreich Bayern angegliedert.

→ Siehe zu diesem Absatz auch die Abschnitte: Geschichte in Fürstpropstei Berchtesgaden
Einheimische Salz- und Holzhändler haben reformatorische Gedanken und Schriften verbreitet, die sie auf ihren Reisen in die protestantischen Städte Augsburg, Nürnberg und Regensburg erlangten. Eine bedeutende Keimzelle des Protestantismus bildete aber vor allem das im Salzburgischen benachbarte Dürrnberg. Hier trafen Berchtesgadener Bergleute aus den Gnotschaften Au und Scheffau auf eingewanderte Bergknappen aus dem lutherischen Sachsen und waren sehr offen für deren religiöse Unterweisung und Angebote zur Erbauung. Nachdem 1686 rund 70 Männer und Frauen um Joseph Schaitberger aus Dürrnberg vertrieben und deren Kinder auf katholische Familien verteilt worden waren, kam es ein Jahr später auch im Berchtesgadener Land verstärkt zu Hausdurchsuchungen. 1687 sahen sich allein in der Au 156 Personen strengen Verhören ausgesetzt. Des „falschen“ Glaubens Überführte hatten Geldstrafen zu leisten und wieder auf das „richtige“ Glaubensbekenntnis zu schwören. Von einem ist bekannt, dass er wegen eines verbotenen Buches mehrere Tage bei Wasser und Brot eingesperrt, nach dem sonntäglichen Gottesdienst an den Pranger gestellt und anschließend zu einer Wallfahrt „verurteilt“ wurde.

→ Siehe zu diesem Absatz auch den Abschnitt: Reformation und Gegenreformation, Vertreibungen und Emigration in Fürstpropstei Berchtesgaden
Anfang des 20. Jahrhunderts gab es mit der Haltestelle Au bei Berchtesgaden der Lokalbahn Berchtesgaden–Hangender Stein (1908 bis 1938) nur in der Unterau einen Anschluss an das öffentliche Verkehrsnetz, so dass der Anstieg in die Oberau nach wie vor zu Fuß zu bewältigen war. Zum Betrieb dieser elektrischen Lokalbahn wurde zwischen 1907 und 1908 das Wasserkraftwerk Gartenau errichtet, für das kurz vor der Gemeindegrenze zu Marktschellenberg der Flussbogen der Berchtesgadener Ache durch einen etwa 550 Meter langen Kanal abgeschnitten worden ist. Auf der dank Ache und Kanal gebildeten „Insel“ wurde später zusammen mit dem Kraftwerk das Gewerbegebiet Gartenau eingerichtet. Eine Erweiterung des öffentlichen Verkehrsnetzes erfuhren die Unterau wie auch die höher gelegenen Gnotschaften der Au erst ab 1929 mit der Einrichtung einer Kraftpostlinie von und nach Berchtesgaden. Vergleichsweise lebhaft wurde der Verkehr dann ab 1938 mit Baubeginn der Roßfeldhöhenringstraße, deren kriegsbedingte Baulücke an der Scheitelstrecke aber erst seit 1955 geschlossen werden konnte und damit dann auch eine durchgehend befahrbare Höhenringstraße zwischen Oberau und Obersalzberg geschaffen hatte. Heute wird der „Ring“ mit Hilfe der Kreisstraße BGL 9 in der Oberau und einem Teilstück der Bundesstraße 319 (Oberau – Landau – Klaushöhe) vollständig geschlossen.
Als erster Berchtesgadener Olympiasieger im alpinen Skisport (Kombination) gilt der in der Au geborene Franz Pfnür, der bei den Olympischen Winterspielen 1936 in Garmisch-Partenkirchen Gold errang. Nach den Spielen wurde Pfnür von Adolf Hitler zum Kaffee auf den Obersalzberg geladen und trat in die SS ein.
In Resten wurde während der NS-Zeit die Wohnsiedlung Buchenhöhe für Angestellte und Beamte auf dem Obersalzberg errichtet.
Als Folge des Krieges nahm die Gemeinde Flüchtlinge aus den Ostgebieten des ehemaligen Deutschen Reiches auf. Die Heimatvertriebenen, insbesondere Deutschböhmen und Schlesier, konnten anfangs nur in ehemaligen Arbeiterbarackenlagern untergebracht werden. Sie lebten zum Teil bis in die 1960er Jahre im Flüchtlingslager Vockenbichl in der Oberau, das für die SS errichtet worden und dann von der US-Army belegt war, oder sie wurden in Privathäuser beziehungsweise -wohnungen eingewiesen.
Im Zuge der Gebietsreform in Bayern verlor die Gemeinde am 1. Januar 1972 ihre Eigenständigkeit und ist seitdem ein Teil des Marktes Berchtesgaden.

## Religion
- Die Pfarrgemeinde Heilige Familie Au unterhält die Pfarrkirche Zur Heiligen Familie in Oberau, die nach einem Entwurf von Franz Rank 1908 fertiggestellt wurde,[11] sowie in der Restener Siedlung Buchenhöhe die Franziskuskirche als Filialkirche. Die Pfarrgemeinde gehörte bis 2015 zusammen mit St. Nikolaus und ihrer Filial- und Wallfahrtskirche Mariä Heimsuchung (Ettenberg) in Marktschellenberg dem Pfarrverband Marktschellenberg an.[12][13] Am 1. November 2015 wurde der Pfarrverband Stiftsland Berchtesgaden begründet, zu dem sich die drei Pfarreien St. Andreas Berchtesgaden, St. Nikolaus Marktschellenberg und Hl. Familie Au zusammenschlossen,[14] und der am 1. Juni 2019.[15] um die Pfarrei Herz Jesu Bischofswiesen erweitert wurde.[16]

- Die evangelisch-lutherische Kirchengemeinde ist in der Diaspora und Teil des Dekanats Traunstein in der Evangelisch-Lutherischen Kirche in Bayern.[17][18] Als Hauptkirche dient der Kirchengemeinde in Berchtesgaden die Christuskirche.

## Kommunalpolitik
Bis zur Bildung der Gemeinde Au wählten die Gnotschaften aus ihren Reihen jährlich jeweils einen „Gnotschafter“. Dieser hatte vielfältige Aufgaben. So gehörten z. B. die Einhebung der Steuern und die Weiterleitung regierungsamtlicher Anordnungen dazu. Auch bei der Besprechung von Wege- und Brückenbaumaßnahmen, Bachregulierungen u. ä. war er dabei. Als Armenpfleger war er zuständig für die Auswahl und auch Unterstützung der bedürftigen Personen.
Mit der Bildung der Gemeinden nach dem Zweiten Gemeindeedikt in Bayern von 1818 ging die Verwaltung der Gemeinde an den Gemeindeausschuss mit dem Gemeindevorsteher an der Spitze. Bürgermeister der Gemeinde Au nach dem Zweiten Weltkrieg waren:
- 1945–1947/48 vakant[20]
- 1948–1960 Anton Schaupp (Mühlauer Freie)
- 1960–1971 Johann Hinterseer (Oberfrauenhof)

Bekannte Gemeinderäte:
- Rudolf Kriß

### Wappen
| Wappen von Au | Blasonierung: „In Grün ein stumpfer silberner (weißer) Kegel belegt mit gekreuzten schwarzen Hammer und Schlägel mit roten Stielen.“               |
| Wappen von Au | Wappenbegründung: Das Wappen erinnert an den früheren Salzbergbau in der Gemeinde. Die grüne Schildfarbe steht redend für den Ortsnamen Au (=Aue). |

## Einrichtungen
- Die gemeindliche Auer Grundschule in der Oberau ist wegen ihres kleinen, relativ weitab gelegenen Einzugsgebietes eine Zwergschule. Im 18. Jahrhundert wurden die Kinder der Au noch von Augustiner-Eremiten aus Dürrnberg unterrichtet. Deren Sold waren jährlich vier Gulden oder zwei Eimer (je 68,4 l) Bier, die das Berchtesgadener Chorherrenstift bezahlte.[22]
- Die Freiwillige Feuerwehr Au wurde 1903 gegründet und hat über 70 aktive Mitglieder (Stand: 2011).[23]
- Im Winter wird von Oberau aus ein Pendelbus betrieben, der in kurzen Abständen Wintersportler zum Roßfeld mit seinen Skiliften bringt. Vom Roßfeld aus führt die „lange Abfahrt“ wiederum direkt an Oberau vorbei.

## Kulturelle Traditionen
- Am 5. und 6. Dezember, dem Nikolaustag, ziehen Bassen (Gruppen) von Nikolausdarstellern mit Kramperl (Fellbass) durch die Oberau.[24]
- In der Au gibt es den Trachtenverein D'Weißenstoana,  der als letzter der neun Berchtesgadener Trachtenvereine 1924 gegründet wurde. Er gehört wie die anderen den Vereinigten Trachtenvereinen des Berchtesgadener Landes e. V. an. Vereinslokal der Weißenstoana ist das Gasthaus „Pechhäusl“. Ihre Schuhplattlergruppe veranstaltet im Sommer regelmäßig „Heimatabende“.[24]
- Der Weihnachtsschützenverein Au e. V. wurde am 1. Januar 1922 im Gasthaus „Pechhäusl“ gegründet und ist heute Teil der Vereinigten Weihnachtsschützen des Berchtesgadener Landes e. V.[24]

## Söhne und Töchter der Gemeinde
- Franz Pfnür genannt „Bi Dui“ (1908–1996), ehemaliger deutscher Skirennläufer und erster Olympiasieger im alpinen Skisport (1936)
- Burgl Färbinger (* 1945), ehemalige deutsche Skirennläuferin.